# EgyptAir
EgyptAir (tiếng Ả Rập: مصر للطيران, Miṣr liṬ-Ṭayarān) là hãng hàng không quốc gia Ai Cập. Hãng có trung tâm hoạt động tại sân bay quốc tế Cairo. EgyptAir là thành viên của Star Alliance. Hãng hàng không có trụ sở tại sân bay quốc tế Cairo, cung cấp dịch vụ vận chuyển hành khách thường lệ và dịch vụ vận chuyển hàng hóa đến hơn 75 điểm đến tại Trung Đông, châu Âu, châu Phi, châu Á, và châu Mỹ. Một mạng lưới rộng lớn các dịch vụ trong nước được tập trung vào Cairo, thủ đô của Ai Cập.
EgyptAir là hãng hàng không lớn nhất châu Phi, tham gia Star Alliance ngày 11 tháng 7 năm 2008. Công ty có trụ sở tại Tổ hợp quản trị EgyptAir ở sân bay quốc tế Cairo. Logo của hãng hàng không là Horus, vị thần bầu trời trong thần thoại Ai Cập cổ đại, thường được miêu tả như một con chim ưng hoặc một người đàn ông với người đứng đầu của một con chim ưng. Hãng hàng không đã chọn Horus như biểu tượng của mình bởi vì biểu tượng cổ xưa của nó như là một "thần mặt trời có cánh".

## Gia nhập liên minh hàng không Star Alliance
Tháng 10 năm 2007, Ban điều hành của Star Alliance đã bỏ phiếu chấp nhận Egyptair là thành viên tương lai, hãng hàng không đầu tiên của một quốc gia Ả Rập và hãng hàng không thứ hai của châu Phi sau South African Airways gia nhập liên minh hàng không. Trong một buổi lễ được tổ chức tại Sân bay Quốc tế Cairo vào ngày 11/7/2008, hãng đã trở thành thành viên thứ 21 của liên minh này, chín tháng sau khi bắt đầu quá trình gia nhập.
Tháng 10 năm 2020, Egyptair đạt được một thỏa thuận với chính phủ Ghana để thành lập một công ty hàng không quốc gia Ghana với sự đầu tư của cả hai chính phủ

## Thỏa thuận liên danh
- Aegean Airlines
- Air Cairo
- Air Canada
- Air China
- Air India
- Asiana Airlines
- Austrian Airlines
- Avianca
- Brussels Airlines
- Etihad Airways
- Ethiopian Airlines
- Gulf Air
- Kenya Airways
- LOT Polish Airlines
- Lufthansa
- Royal Air Maroc
- Scandinavian Airlines
- Singapore Airlines
- Shenzhen Airlines
- South African Airways
- Swiss International Air Lines
- TAP Portugal
- Thai Airways
- Turkish Airlines
- Ukraine International Airlines
- United Airlines

## Đội bay

### Đang hoạt động

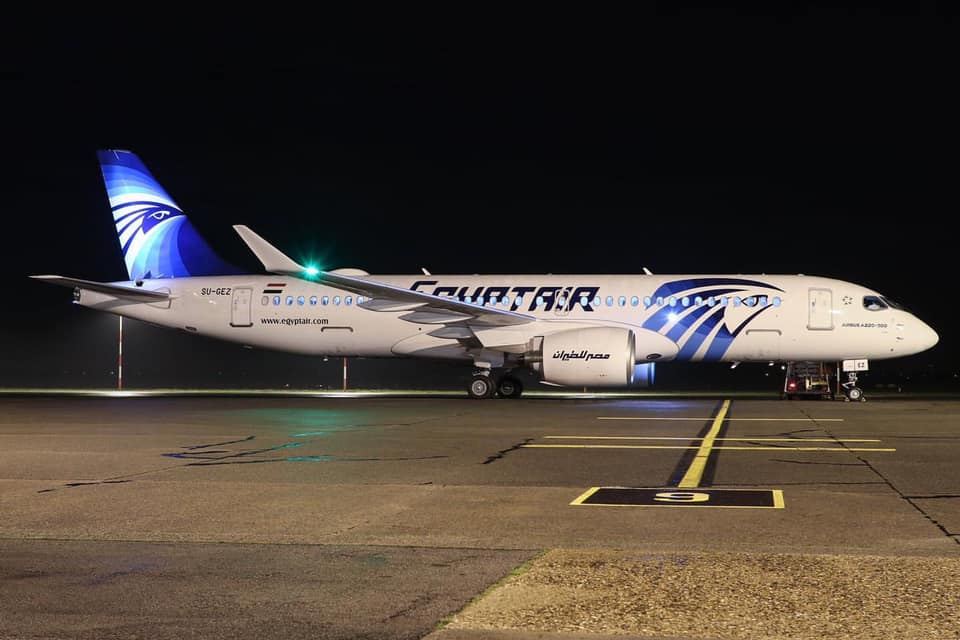
Airbus A220-300

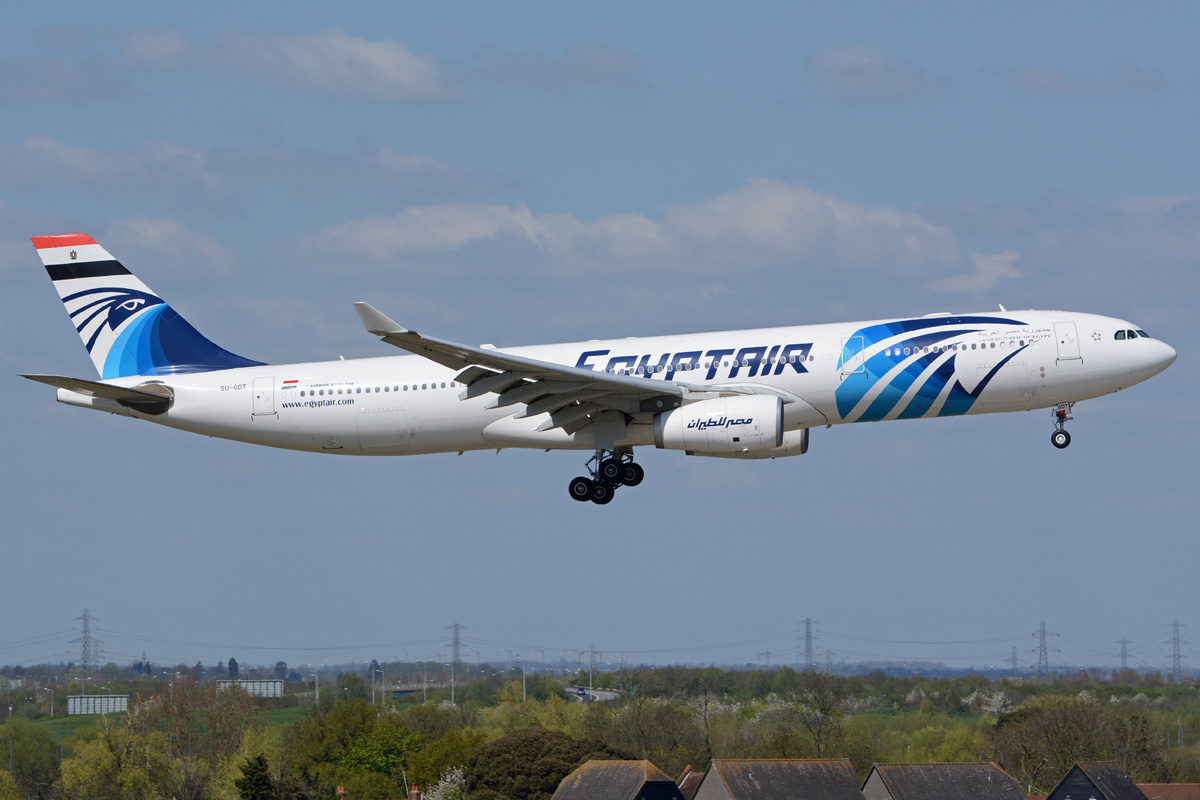
Airbus A330-300

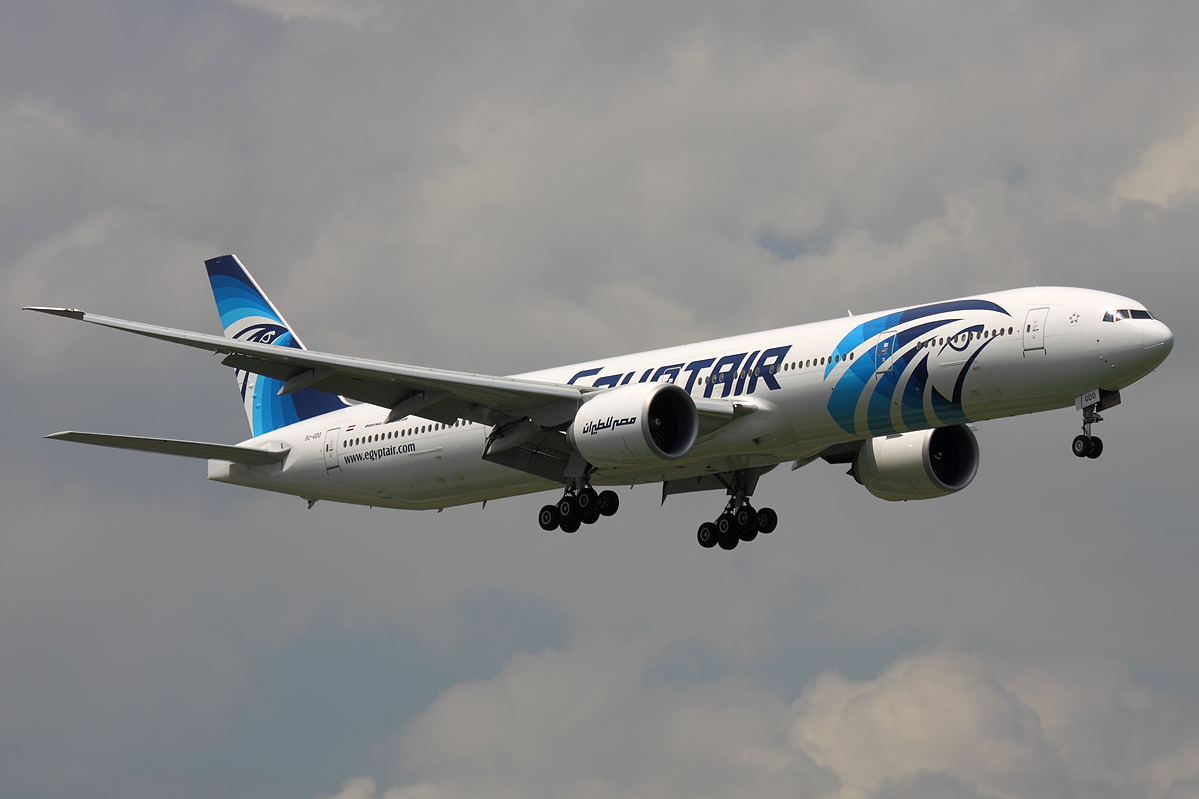
Boeing 777-300ER

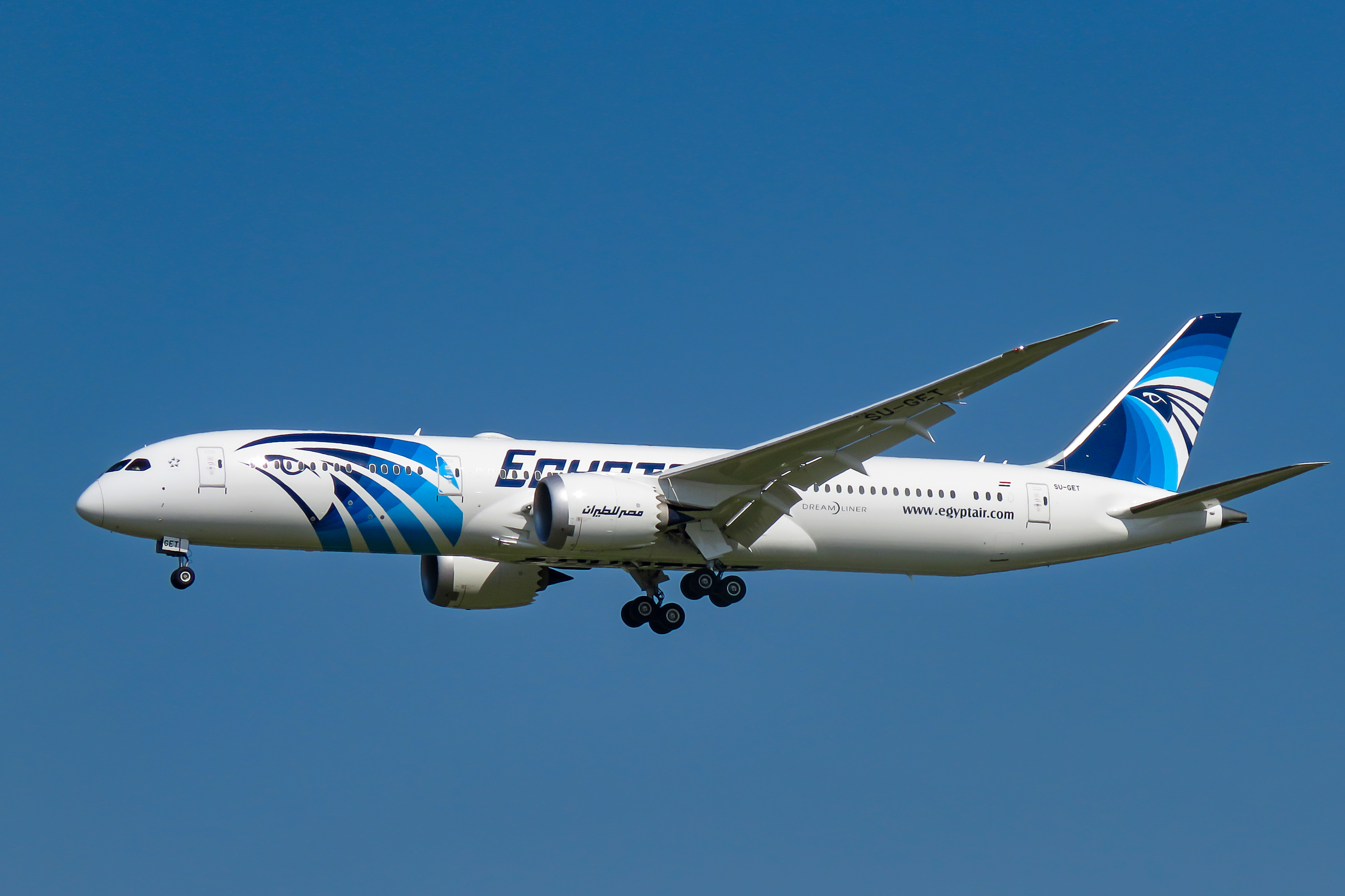
Boeing 787-9

Tính đến tháng 11/2021:
| Máy bay          | Đang hoạt động | Đặt hàng | Hành khách | Hành khách | Hành khách | Ghí chú |  |
| Máy bay          | Đang hoạt động | Đặt hàng | C          | Y          | Tổng       | Ghí chú |  |
| ---------------- | -------------- | -------- | ---------- | ---------- | ---------- | ------- |  |
| Airbus A220-300  | 10             | —        | —          | 137        | 137        |         |  |
| Airbus A320neo   | 8              | —        | 16         | 126        | 142        |         |  |
| Airbus A321neo   | —              | 7        | TBA        | TBA        | TBA        |         |  |
| Airbus A330-200  | 4              | —        | 24         | 244        | 268        |         |  |
| Airbus A330-300  | 4              | —        | 36         | 265        | 301        |         |  |
| Boeing 737-800   | 20             | —        | 24         | 120        | 144        |         |  |
| Boeing 737-800   | 9              | —        | 16         | 138        | 154        |         |  |
| Boeing 777-300ER | 6              | —        | 49         | 297        | 346        |         |  |
| Boeing 787-9     | 6              | 2        | 30         | 279        | 309        |         |  |
| Tổng cộng        | 67             | 9        |            |            |            |         |  |

### Dừng hoạt động
| Máy bay                   | Năm hoạt động | Năm dừng hoạt động |
| ------------------------- | ------------- | ------------------ |
| Airbus A300B4             | 1977          | 1998               |
| Airbus A300-600           | 1988          | 2009               |
| Airbus A321-200           | 1997          | 2018               |
| Airbus A340-200           | 1996          | 2015               |
| Airbus A340-300           | 1995          | 1997               |
| ATR 42-500                | 2003          | 2003               |
| Boeing 737-500            | 1997          | 2015               |
| Boeing 747-100            | 1983          | 1984               |
| Boeing 747-200            | 1984          | 1989               |
| Boeing 747-300            | 1988          | 2005               |
| Boeing 767-200ER          | 1984          | 1997               |
| Boeing 767-300ER          | 1989          | 2001               |
| Boeing 777-200ER          | 1997          | 2018               |
| Douglas DC-8-20           | 1978          | 1979               |
| Douglas DC-8-30           | 1978          | 1979               |
| Douglas DC-8-62           | 1985          | 1989               |
| Ilyushin Il-62            | 1971          | Không biết         |
| Lockheed L-1011 TriStar   | 1989          | 1990               |
| McDonnell Douglas DC-9-30 | 1971          | 1973               |
| Tupolev Tu-154            | 1973          | 1974               |